# ペンタグラム/悪魔の烙印
『ペンタグラム/悪魔の烙印』（ペンタグラム/あくまのらくいん、原題：The First Power）は、1990年のアメリカ映画。

## あらすじ
ラス・ローガン刑事は謎の人物からのアドバイスを受けたことで、凶悪犯パトリック・チャニングを逮捕する。チャニングは死刑判決を受け、執行される事になるが、その人物はチャニングの処刑に反対する。しかし、彼女の警告むなしく、彼は処刑された。
ところが、彼の刑死後もその手口と似た犯行が続いた。ローガンに助言を与えた霊能力者であるテス・シートンは、チャニングが復活したことを告げた。
そのあと、犯人が捕まるが、チャニングとは関係のない麻薬中毒者で、ローガンはチャニングが霊となって他人に憑依し、犯行を続けていることに気付いた。

## キャスト
| 役名                   | 俳優                             | 日本語吹替                              | 日本語吹替                     |
| 役名                   | 俳優                             | VHS版                                   | テレビ朝日版                   |
| ---------------------- | -------------------------------- | --------------------------------------- | ------------------------------ |
| ラス・ローガン         | ルー・ダイアモンド・フィリップス | 池田秀一                                | 松橋登                         |
| パトリック・チャニング | ジェフ・コーバー                 | 千田光男                                | 堀勝之祐                       |
| テス・シートン         | トレイシー・グリフィス           | 土井美加                                | 小山茉美                       |
| オリー・フランクリン   | ミケルティ・ウィリアムソン       | 谷口節                                  | 福田信昭                       |
| シスター・マルガリータ | エリザベス・アーレン             | さとうあい                              | 弥永和子                       |
| パーキンス署長         | デニス・リプスカム               | 吉水慶                                  | 小林修                         |
| グライムズ             | カーメン・アルジェンツィアノ     | 山野史人                                | 千田光男                       |
| チャニングの祖母       | ジュリアナ・マッカーシー         | 島美弥子                                | 稲葉まつ子                     |
| 枢機卿                 | フィリップ・アボット             | 山野史人                                | 川久保潔                       |
| 修道院長               | ハンスフォード・ロウ             | 伊井篤史                                | 宮内幸平                       |
| バーテンダー           | ビル・モーズリー                 | 島田敏                                  |                                |
|                        |                                  |                                         |                                |
| 翻訳                   |                                  | 石原千麻                                | 武満真樹                       |
| 演出                   |                                  | 松川陸                                  | 福永莞爾                       |
| 調整                   |                                  | 遠西勝三                                | 兼子芳博                       |
| 効果                   |                                  |                                         | 佐藤良介                       |
| 担当                   |                                  |                                         | 猪谷敬二                       |
| 制作                   |                                  | 株式会社アスミック ACクリエイト株式会社 | ザック・プロモーション         |
| 初回放送               |                                  |                                         | 1992年6月14日 『日曜洋画劇場』 |

## スタッフ
- 監督：ロバート・レズニコフ
- 製作：テッド・フィールド、ロバート・W・コート 、デイヴィッド・マデン
- 製作総指揮：メリンダ・ジェイソン
- 脚本：ロバート・レズニコフ
- 撮影：テオ・ヴァン・デ・サンデ
- 音楽：スチュワート・コープランド